# مزود خدمة التطبيقات
مزود خدمة التطبيقات (بالإنجليزية: Application service provider)‏ هو عمل تقديم الخدمات التي تعتمد على الكمبيوتر للعملاء عبر شبكة اتصال. مثل الوصول إلى تطبيق برمجي معين (مثل إدارة علاقات العملاء) باستخدام بروتوكول قياسي (مثل HTTP).
تطورت الحاجة إلى مزود خدمة التطبيقات من التكاليف المتزايدة للبرامج المتخصصة التي تجاوزت بكثير النطاق السعري للشركات الصغيرة والمتوسطة الحجم. بالإضافة إلى ذلك، أدت التعقيدات المتزايدة للبرامج إلى تكاليف باهظة في توزيع البرنامج على المستخدمين النهائيين. من خلال مزود خدمة التطبيقات، يمكن تقليل تعقيدات وتكاليف مثل هذه البرامج. بالإضافة إلى ذلك، تم التخلص من قضايا الترقية من الشركة النهائية من خلال إلقاء المسؤولية على مزود خدمة التطبيقات للحفاظ على الخدمات الحديثة، والدعم الفني على مدار الساعة طوال أيام الأسبوع، والأمن المادي والإلكتروني، والدعم الداخلي لاستمرارية الأعمال وعمل مرن أو سلس.
تنعكس أهمية هذا السوق من خلال حجمه. اعتبارًا من أوائل عام 2003، تراوحت تقديرات سوق الولايات المتحدة من 1.5 إلى 4 مليار دولار. يشمل عملاء خدمات مزود خدمة التطبيقات الشركات والمؤسسات الحكومية والمنظمات غير الربحية ومنظمات العضوية.

## تاريخ
من حيث هدفهم المشترك المتمثل في تمكين العملاء من الاستعانة بمصادر خارجية لتطبيقات كمبيوتر محددة حتى يتمكنوا من التركيز على كفاءاتهم الأساسية، يمكن اعتبار ASPs على أنها سليل غير مباشر لمكاتب الخدمة في الستينيات والسبعينيات. في المقابل، كانت تلك المكاتب تحاول تحقيق رؤية الحوسبة كأداة مساعدة، والتي اقترحها لأول مرة جون مكارثي في خطاب ألقاه في معهد ماساتشوستس للتقانة في عام 1961. جوستين إيكيلاند، مؤسس العمل عن بعد (تلي كومبيوتين)، يُنسب إليه الفضل في صياغة الاختصار مزود خدمة التطبيقات (APS) في عام 1996، وفقا لمجلة شركة. يُعرف ترافر هـ. كينيدي، المؤسس والرئيس السابق لاتحاد صناعة مزود خدمة التطبيقات، بأنه «أب صناعة ASP».

## أنواع مزود خدمة التطبيقات
هناك عدة أشكال من أعمال مزود خدمة التطبيقات. هؤلاء هم:
- أيه متخصص أو وظيفية يسلم طلب واحد، مثل معالجة بطاقة الائتمان أو الجدول الزمني الخدمات؛
- أيه السوق العمودي يسلم حل حزمة لنوع معين العملاء، مثل ممارسة طب الأسنان.
- أيه أن الشركة توفر الحلول واسع الطيف.
- أيه المحلي توفر الخدمات التجارية الصغيرة في منطقة محدودة.

يحدد بعض المحللين حجم مزود خدمة التطبيقات كنوع خامس. هذا هو أساسًا مزود خدمة التطبيقات متخصص يقدم حلاً منخفض التكلفة عبر موقع الويب الخاص به. كان بي بال مثالاً من هذا النوع، وكان حجمه أحد الطرق لخفض تكلفة الوحدة لكل معاملة.
بالإضافة إلى هذه الأنواع، تستخدم بعض الشركات الكبيرة متعددة الخطوط (مثل أتش بي وأي بي أم) مفاهيم مزود خدمة التطبيقات كنموذج أعمال معين يدعم بعض العملاء المحددين.

## نموذج مزود خدمة التطبيقات
يوجد برنامج التطبيق على نظام البائع ويتم الوصول إليه من قبل المستخدمين من خلال مستعرض ويب باستخدام اتش تي ام إل أو عن طريق برنامج عميل لأغراض خاصة يوفره البائع. يمكن لبرنامج العميل المخصص أيضًا التفاعل مع هذه الأنظمة من خلال واجهات برمجة تطبيقات أكس أم إل. يمكن أيضًا استخدام واجهات برمجة التطبيقات هذه عند الحاجة إلى التكامل مع الأنظمة الداخلية. قد تستخدم مزود خدمة التطبيقات أو لا تستخدم شركات متعددة في نشر البرامج للعملاء؛ تقدم بعض مزود خدمة التطبيقات مثيلًا أو ترخيصًا لكل عميل (على سبيل المثال باستخدام المحاكاة الافتراضية)، ويتم نشر البعض في وضع وصول متعدد المستأجرين بمثيل واحد، والذي يشار إليه الآن بشكل متكرر باسم «البرمجيات كخدمة (Saas)».
تشمل الميزات المشتركة المرتبطة بـ مزود خدمة التطبيقات ما يلي:
- تمتلك شركة ASP وتدير تطبيق (تطبيقات) البرامج بالكامل
- تمتلك شركة ASP الخوادم التي تدعم البرنامج وتقوم بتشغيلها وصيانتها
- يوفر ASP المعلومات للعملاء عبر الإنترنت أو «عميل رفيع»
- فواتير ASP على أساس «لكل استخدام» أو على أساس رسوم شهرية / سنوية

تشمل مزايا هذا النهج ما يلي:
- يتم التخلص من مشكلات تكامل البرامج من موقع العميل
- يتم توزيع تكاليف البرامج الخاصة بالتطبيق على عدد من العملاء
- يمكن للبائعين بناء خبرة تطبيق أكثر من الموظفين الداخليين
- تسمح منصات التطوير منخفضة التعليمات البرمجية بتخصيص محدود للتطبيقات المبنية مسبقًا
- يتم تحديث أنظمة البرامج الرئيسية وإتاحتها وإدارتها للأداء من قبل الخبراء
- تحسين الموثوقية والتوافر وقابلية التوسع والأمان لأنظمة تقانة المعلومات الداخلية
- تضمن اتفاقية مستوى الخدمة الخاصة بمزود الخدمة مستوى معينًا من الخدمة
- الوصول إلى خبراء المنتجات والتقانة المخصصين للمنتجات المتاحة
- تخفيض تكاليف تقانة المعلومات الداخلية إلى رسوم شهرية يمكن التنبؤ بها
- إعادة توزيع موظفي تقانة المعلومات والأدوات للتركيز على مشاريع التقانة الإستراتيجية التي تؤثر على صافي أرباح المؤسسة

تشمل بعض العيوب المتأصلة ما يلي:
- يجب أن يقبل العميل التطبيق بشكل عام على النحو المنصوص عليه حيث لا يمكن لمزودي خدمات الإنترنت سوى توفير حل مخصص لأكبر العملاء.
- قد يعتمد العميل على المزود لتوفير وظيفة عمل مهمة، وبالتالي يحد من سيطرته على هذه الوظيفة ويعتمد بدلاً من ذلك على المزود
- قد تؤدي التغييرات في سوق مزود خدمة التطبيقات إلى تغييرات في نوع أو مستوى الخدمة المتاحة للعملاء
- قد يكون التكامل مع أنظمة العميل غير التابعة لـ مزود خدمة التطبيقات مشكلة

يمكن أن يأتي تقييم أمان مزود خدمة التطبيقات عند الانتقال إلى بنية تحتية لـ مزود خدمة التطبيقات بتكلفة عالية، حيث يجب على هذه الشركة تقييم مستوى المخاطر المرتبط بـ مزود خدمة التطبيقات نفسه. يمكن أن يؤدي الفشل في حساب هذه المخاطر بشكل صحيح إلى:
- فقدان السيطرة على بيانات الشركة
- فقدان السيطرة على صورة الشركة
- أمان مزود خدمة التطبيقات غير كاف لمواجهة المخاطر
- تعرض بيانات الشركة لعملاء مزود خدمة التطبيقات الآخرين
- حل وسط لبيانات الشركة

تتضمن بعض المخاطر الأخرى الفشل في حساب المستقبل المالي لـ مزود خدمة التطبيقات بشكل عام، أي مدى استقرار الشركة وما إذا كانت لديها الموارد لمواصلة العمل في المستقبل المنظور. لهذه الأسباب، طورت سيسكو سيستمز دليلًا شاملاً للتقييم. يتضمن هذا الدليل الإرشادي تقييم نطاق خدمة مزود خدمة التطبيقات وأمن البرنامج ونضج مزود خدمة التطبيقات فيما يتعلق بالوعي الأمني. أخيرًا، تشير المبادئ التوجيهية إلى أهمية إجراء عمليات تدقيق على مزود خدمة التطبيقات فيما يتعلق بما يلي:
- خدمة المنفذ / الشبكة
- ضعف التطبيق
- موظفو مزود خدمة التطبيقات

ستوفر الزيارات المادية إلى مزود خدمة التطبيقات لتقييم الإجراءات الشكلية للمنظمة نظرة ثاقبة لا تقدر بثمن في وعي الشركة.